# Henschel Hs 128
Die Henschel Hs 128 war ein deutsches Höhenforschungsflugzeug der Henschel Flugzeug-Werke.

## Entwicklung
Entwickelt wurde das Flugzeug von Friedrich Nicolaus ab Juli 1937 in Erwartung eines zukünftigen Auftrags durch das RLM für ein Versuchs-Höhenflugzeug. Das Flugzeug war ein freitragender Tiefdecker in Ganzmetallbauweise mit starrem Normalfahrwerk. Um Höhen weit über 10.000 Meter erreichen zu können, war die Hs 128 mit einer Druckkabine für die zweiköpfige Besatzung sowie mit Abgasturboladern TK 9 für die zwei Daimler-Benz-DB-601-Motoren ausgestattet. Eine Attrappe wurde im Februar 1938 vollendet und von Vertretern des RLM, der DVL und der DLH besichtigt. Im April erfolgte dann die offizielle Auftragserteilung durch das RLM. Es wurden zwei Prototypen gebaut. Der erste führte ein Jahr später am 11. April 1939 ihren Erstflug mit dem Henschel-Werkspilot Hans-Wilhelm Kaempf aus. Da die Turbolader beim Versuchsmuster V-1 nicht zufriedenstellend funktionierten, erreichte die Hs 128 V-1 während der Erprobung nur 9.500 Meter Höhe. Die im Anschluss gefertigte Hs 128 V-2 sollte zwei Junkers Jumo 210G und Abgasturbolader TK 16 erhalten, mit denen bis zu 17.000 Meter erreicht werden sollten. Ihr Bau verzögerte sich jedoch aufgrund der Zurückstellung des Projekts zugunsten des Schlachtflugzeugs Hs 129 und wurde erst im August 1939 abgeschlossen. Da zwischenzeitlich die Entwicklung des Turboladers TK 16 eingestellt worden war, erhielt der zweite Prototyp statt der geplanten Jumo-Antriebe nun ebenfalls zwei DB 601, was das Programm weiter verzögerte. Die V-2 mit dem Kennzeichen D–APXN flog schließlich am 20. März 1940 erstmals. Nach Beendigung der Tests ging sie am 7. Mai wie schon zuvor am 8. März die V-1 an die DVL. Das Projekt wurde im selben Jahr aus Mangel an Bedarf nach einem solchen Höhenflugzeug eingestellt. Henschel hatte sich da bereits dem Nachfolger Hs 130 zugewandt.

## Technische Daten
| Kenngröße             | Daten (Henschel Hs 128 V-1)                                                               |
| --------------------- | ----------------------------------------------------------------------------------------- |
| Besatzung             | 2                                                                                         |
| Spannweite            | 26,02 m                                                                                   |
| Länge                 | 14,77 m                                                                                   |
| Höhe                  | 5,51 m                                                                                    |
| Flügelfläche          | 72,83 m²                                                                                  |
| Leermasse             | 6.680 kg                                                                                  |
| Startmasse            | 10.250 kg                                                                                 |
| Flächenbelastung      | 140 kg/m²                                                                                 |
| Leistungsbelastung    | 5,39 kg/PS                                                                                |
| Flächenleistung       | 26,1 PS/m²                                                                                |
| Antrieb               | zwei flüssigkeitsgekühlte Zwölfzylindermotoren DB 601 mit Vierblatt-Verstellluftschrauben |
| Startleistung         | je 950 PS (ca. 700 kW)                                                                    |
| Höchstgeschwindigkeit | 450 km/h                                                                                  |
| Gipfelhöhe            | 16.800 m (theoretisch) 9.500 m (praktisch)                                                |
| Reichweite            | 2.500 km (praktisch)                                                                      |